# Evaldo Cabral de Mello
Evaldo Cabral de Mello (Recife, 20 gennaio 1936) è uno scrittore, storico e diplomatico brasiliano, considerato uno dei più importanti storici brasiliani del XX secolo.

## Biografia
Evaldo Cabral de Mello è nato a Recife il 20 gennaio 1936, figlio di Luís Antônio Cabral de Melo e Carmem Carneiro Leão Cabral de Melo. È il fratello minore del poeta João Cabral de Melo Neto (1920–1999) e il cugino del sociologo Gilberto Freyre (1900–1987).
Ha studiato filosofia della storia a Madrid e Londra, e nel 1960, al suo ritorno in Brasile, è entrato a far parte dell'istituto di formazione diplomatica Rio Branco. In seguito, dal 1962 fino al suo pensionamento ha lavorato come diplomatico presso il Ministero degli Affari Esteri brasiliano.
Cabral de Mello ha pubblicato il suo primo libro nel 1975, intitolato Olinda restaurada: guerra e açúcar no Nordeste, 1630-1654; in cui descrive la conquista del Brasile portoghese da parte della Repubblica olandese.
Nel 1992 è stato insignito dell'Ordine brasiliano al merito scientifico dal governo brasiliano, mentre nell'ottobre 2014 è stato nominato membro dell'Accademia brasiliana delle lettere.

## Opere
- Olinda restaurada: guerra e açúcar no Nordeste, 1630-1654 (1975)
- O Norte agrário e o Império, 1871-1889 (1984)
- Rubro veio: o imaginário da restauração pernambucana (1986)
- O Carapuceiro (organizador) (1996)
- O nome e o sangue: uma parábola familiar no Pernambuco colonial (1989)
- A fronda dos mazombos: nobres contra mascates, 1666-1715 (1995)
- O negócio do Brasil: Portugal, os Países Baixos e o Nordeste, 1641-1669 (1998)
- Um imenso Portugal: história e historiografia (2002)
- A outra Independência (2004)
- Nassau (2006)
- O nome e o sangue (2009)
- Essencial Joaquim Nabuco (organizador) (2010)
- O Brasil holandês (organizador) (2010)
- O negócio do Brasil (2011)